# 莫多克 (喬治亞州)
莫多克（英語：Modoc）是位於美國喬治亞州伊曼紐爾縣的一個非建制地區。該地的面積和人口皆未知。

## 地理
莫多克的座標為32°39′21″N 82°18′33″W / 32.65583°N 82.30917°W，而該地的平均海拔高度為82米（即269英尺）。